# Perissocope xenus
Perissocope xenus är en kräftdjursart som först beskrevs av Albert Monard 1926.  Perissocope xenus ingår i släktet Perissocope och familjen Harpacticidae. Inga underarter finns listade i Catalogue of Life.